# Harry Garstecki
Karl-Heinz „Harry“ Garstecki (* 11. Mai 1934 in Hamm; † 7. Dezember 2017 in Bielefeld) war ein deutscher Fußballspieler.

## Werdegang
Der Halbstürmer und Außenläufer Garstecki begann seine Karriere im Jahre 1944 bei der Hammer SpVg. Nach einem zwischenzeitlichen Wechsel zum Lokalrivalen SV Bockum-Hövel kehrte er in den 1950er Jahren zur Hammer SpVg zurück und stieg 1957 mit den Rotblusen in die seinerzeit drittklassige Verbandsliga Westfalen auf. Von 1958 bis 1960 spielte Garstecki für Phönix Lübeck in der damals erstklassigen Oberliga Nord. In 23 Oberligaspielen in der erzielte er dabei sechs Tore, konnte aber den Abstieg seiner Mannschaft nicht verhindern. 
Daraufhin wechselte Garstecki zu Arminia Bielefeld, die seinerzeit in der drittklassigen Verbandsliga Westfalen spielten. Mit der Arminia wurde er im Jahre 1962 Westfalenmeister und schaffte anschließend den Aufstieg in die II. Division West. Mit 15 Spielen und drei Toren in der Saison 1962/63 trug er dazu bei, dass sich die Bielefelder für die neu geschaffene Regionalliga West qualifizierten. Garstecki gehörte noch bis 1965 zum Aufgebot der Bielefelder in der Regionalliga, bevor er seine Karriere aus beruflichen Gründen beendete. In der Regionalliga kam er aber zu keinem Einsatz mehr. Im Herbst 1973 betreute Garstecki Arminias erste Mannschaft als Interimstrainer.
Neben seiner Tätigkeit als Fußballspieler war der gelernte Schlosser Garstecki Wirt der Kneipe Bärenklause am Alten Markt. Später übernahm er weitere Kneipen in Bielefeld, bevor er im Jahre 1979 Hausmeister der Bielefelder Gehörlosenschule wurde. Darüber hinaus betreute Garstecki den Freundeskreis der älteren Arminen. Garstecki starb am 7. Dezember 2017 im Alter von 83 Jahren in Bielefeld.